# Баджи-рао I
Баллал Баладжи Бхат (маратхи बल्लाळ बाळाजी भट, 18 августа 1700 — 28 апреля 1740), также известный как Баджи-рао — пешва (глава правительства) государства маратхов из семьи Бхат.

## Биография
Баджи-рао был сыном Баладжи — первого пешвы из семьи Бхат. Баладжи стал пешвой после того, как помог правителю Шахуджи в труднейшей ситуации, и впоследствии привёл государство маратхов к величию, поэтому правитель Шахуджи хорошо знал его семью, и когда в 1720 году Баладжи скончался, то Шахуджи новым пешвой назначил его 20-летнего сына Баджи-рао, отодвинув в сторону всех прочих претендентов на этот пост.
Баджи-рао осознал, что Империя Великих Моголов уже не является внутренне прочной, и повёл войска маратхов за пределы Деканского плоскогорья. Считается, что он провёл 41 битву, и ни одной не проиграл. При нём такие известные маратхские кланы, как Гаеквад, Шинде, Холкар переселились за пределы традиционной маратхской территории и, осев на новых землях, стали собирать там маратхский налог «чаух» («маратхскую четвертину»).
В 1728 году Баджи-рао перевёл административную столицу маратхского государства из Сатары в Пуну, которая с тех пор стала резиденцией пешв.
В 1732 году скончался старый союзник маратхов — Чхатрасал, который ещё в 1670-х годах восстал против моголов и создал независимое княжество в Бунделкханде. По его завещанию, треть его владений отошла пешве.

## Семья и дети
Баджи-рао был женат на Кашибаи, от которой у него родились два сына, впоследствии также ставшие пешвами.
Впоследствии Баджи-рао женился на Мастани, которая была дочерью Чхатрасала от жены-мусульманки, и у них родился сын. При рождении сына назвали Кришна-рао, однако брамины отказались признавать его индусом из-за мусульманских предков, поэтому Баджи-рао пришлось записать сына мусульманином и дать ему имя Шамшер-бахадур. Шамшер-бахадур стал известным воином, и в 27-летнем возрасте погиб в битве при Панипате, а его сын Али-бахадур унаследовал владения Баджи-рао в Бунделкханде.